# Distributed Coordination Function
Distributed Coordination Function (DCF) ist ein Mechanismus bei WLAN (nach IEEE 802.11) mit dem der nicht-deterministische Zugriff von mehreren Teilnehmern auf das Funknetz geregelt wird.
Der DCF-Mechanismus unterstützt Sprach- und Multimedia-Anwendungen in WLANs in Bezug auf Performance-Anforderungen.
Bei WLANs nach IEEE 802.11 handelt es sich übertragungstechnisch um ein Shared-Media-Verfahren mit CSMA/CA, mit dem keine Dienstgüte-Merkmale (QoS) garantiert werden können.
Zur Sicherstellung der Dienstgüte wie der Übertragungsrate, den Laufzeiten, der Datenverlustrate usw. wurden verschiedene Koordinationsfunktionen entwickelt, u. a. DCF.
Bei einem belegten Funknetz wartet ein Teilnehmer mindestens die im 802.11-Standard vorgegebene Zeit, die DIFS und eine zufällige Wartezeit ab, bevor er prüft ob das Funknetz belegt ist oder ob er senden kann.
Neben der DIFS-Zeit gibt es noch kürzere Wartezeiten, SIFS und PIFS.
Da die DCF-Funktion die Anforderungen an die Dienstgüte (QoS) nicht hinreichend erfüllt, wurde für 802.11e die Hybrid Coordination Function (HCF) entwickelt und die darin enthaltene DCF-Funktion als überarbeitetes EDCF implementiert.